# Olyra caudata
Olyra caudata är en gräsart som beskrevs av Carl Bernhard von Trinius. Olyra caudata ingår i släktet Olyra och familjen gräs. Inga underarter finns listade i Catalogue of Life.